# Хамада, Косаку
Косаку Хамада (яп. 濱田 耕作 Хамада Ко:саку, 22 февраля 1881 года Кисигава, префектура Осака — 25 июля 1938 года, Киото) — японский археолог, историк, президент Киотского университета.

## Биография
Косаку Хамада окончил школу 3-й степени в Киото, затем учился в Токийском Императорском университете по специализации «европейская история». Дипломная работа была посвящена влиянию греческой культуры на Восток. После окончания университета преподавал историю в Высшей школе Васэда.
С 1909 года Хамада преподаёт в новом археологическом институте Императорского университета в Киото. В 1911 году выезжает в Китай для изучения буддийских манускриптов, найденных в пещерных храмах Дунхуань. Тогда же вблизи Порт-Артура принял участие в раскопках гробниц эпохи Хань.
С 1913 года он — ассистент-профессор, а с 1917 года, после трёхлетнего пребывания в Великобритании, Италии и Греции, профессор Киотского университета. В 1930-32 годах Косаку — декан литературного факультета, с 1937 года — президент Киотского университета. В 1931 году он избирается в японскую Императорскую Академию наук.
Косаку Хамада был признанным специалистом по археологии Восточной Азии эпохи бронзы и раннего железа. С 1910 года он руководил раскопками в Южной Маньчжурии, Корее (с 1925), Японии и в Северном Китае (в первую очередь — культуры Хуншань).

## Избранные работы
- Тоа кокогаку кэнкю (Исследования по археологии Восточной Азии), Токио 1930
- Тоа буммэй-но рэймэй (Происхождение культур Восточной Азии), Токио 1930
- Nan-Shan-li, «Archaeologia Orientalis», Tokyo 1933, t.3
- On the Painting of the Han Period, «Memoires of the Research Department of the Toyo Bunko», 1938 № 8.